# فهرست دست‌نویس‌های فارسی در کتابخانه ملی اتریش و آرشیو دولتی اتریش در وین
فهرست دست‌نویس‌های فارسی در کتابخانه ملی اتریش و آرشیو دولتی اتریش در وین کتابی از ایرج افشار است که در سال ۱۳۸۲ منتشر و در مراسم کتاب سال جمهوری اسلامی ایران به‌عنوان کتاب برگزیده معرفی شد.